# Dryopsis kwangsiensis
Dryopsis kwangsiensis là một loài thực vật có mạch trong họ Dryopteridaceae. Loài này được (Ching & P.C. Chiu) Holttum & P.J. Edwards miêu tả khoa học đầu tiên năm 1986.